# Gymnomyces eburneus
Gymnomyces eburneus är en svampart som beskrevs av T. Lebel 2003. Gymnomyces eburneus ingår i släktet Gymnomyces och familjen kremlor och riskor.   Inga underarter finns listade i Catalogue of Life.